# Ряписов, Александр Петрович
Александр Петрович Ряписов (род. 5 октября 1967 года, Первоуральск) — российский режиссёр, лауреат Национальной театральной Премии «Арлекин».

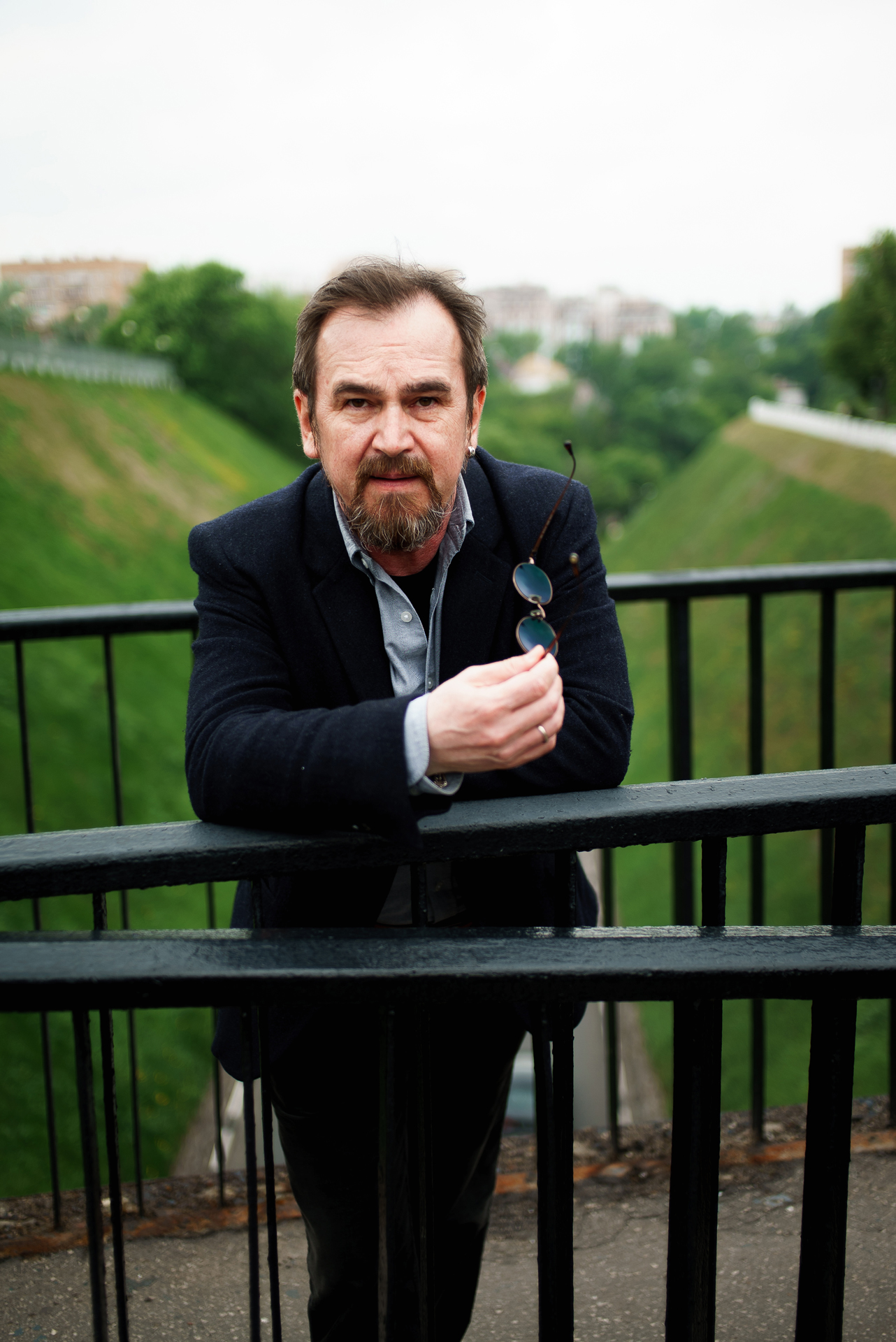
Александр Ряписов

## Биография
Родился 5 октября 1967 года в г. Первоуральск Свердловской обл.
В 1983—1986 гг. учился в Уральском Политехническом Институте им. С. М. Кирова (сейчас Уральский федеральный университет) на кафедре подъёмно-транспортных машин (специальность «робототехника») механико-машиностроительного факультета.
В 1993 году окончил актёрский факультет ЕГТИ (мастерская профессора В. И. Анисимова) по специальности «актёр драмы и кино». В 2003 году окончил ЕГТИ (мастерская профессора В. И. Анисимова) по специальности «режиссура драмы».
В 1995—1998 гг. — главный режиссёр Первоуральского театра «Вариант»
В 2002—2007 гг. — творческий консультант Нижегородского регионального отделения СТД РФ, оргкомитет фестиваля «Поют актёры драматических театров России», оргкомитет Международного фестиваля театральных капустников «Весёлая Коза»
В 2009—2018 гг. — педагог Нижегородского театрального училища им. Е. А. Евстигнеева
В 2011—2014 гг. — главный режиссёр Саровского театра драмы
В 2015—2020 гг. — педагог Мининского университета (Нижний Новгород) по специальности «методика преподавания актёрского мастерства»
Поставил более 40 спектаклей в российских театрах
Постоянный участник проекта «Драма-talk» (Нижний Новгород)
Женат на Галине Зальцман

## Моноспектакли
2019 «Дневник писателя. Эпизод VII: Пушкин» моноспектакль по очерку Ф. Достоевского в Лесосибирском театре «Поиск» (лонг-лист Национальной Премии «Золотая Маска — 2020», шорт-лист фестиваля «Территория. Иркутск. 2020», «лучшая режиссура» на фестивале «Камерата — 2021» г. Челябинск)
2019 «Говорит Москва» моноспектакль по пьесе Ю. Поспеловой в Нижегородской творческой мастерской «GranArt» (Гран-при VII фестиваля «МОНОfest» в Перми, Гран-при X фестиваля «АртОкраина» в Санкт-Петербурге, лучшая работа режиссёра на IV фестивале «Один. Два. Три» в Новосибирске, лауреат 1-й Премии фестиваля «Монокль — 2021» г. Санкт-Петербург)
2018 «А рыбы спят?» Моноспектакль по пьесе Й. Рашке в нижегородском содружестве актёров «К. А.Р. М.А.» (Гран-при фестиваля камерных спектаклей «Верю-2019» в Астрахани, лауреат Национальной Премии в области театра для детей «Арлекин — 2020» специальный диплом дирекции фестиваля.
2016 «Подлинная история фрекен Хильдур Бок, ровесницы века» моноспектакль по пьесе О. Михайлова в Нижегородской творческой мастерской «GranArt» (Гран-при на фестивале «Альбамоно-2016» в Албании, лонг-лист Национальной Российской премии «Золотая маска-2017», лауреат Международного фестиваля моноспектаклей «SOLO-2016», лучшая актёрская и лучшая режиссёрская работа на нижегородском фестивале «Премьеры сезона-2017», лучший спектакль по мнению молодёжного жюри на фестивале «LUDI-2017» в Орле, Гран-при фестиваля «Моноfest-2018» в Перми)
2010 «Посторонний» моноспектакль по повести А. Камю в Нижегородской творческой мастерской «GranArt» (лучшая мужская роль на первом фестивале камерных спектаклей «Верю-2014» в Астрахани, лауреат Международного фестиваля моноспектаклей «SOLO-2012», спецприз жюри «Ни пуха, ни пера!» на IV Международном фестивале «Подмосковные вечера» в г. Мытищи)

## Спектакли
2022 «Как вам это понравится?» по пьесе В. Шекспира в Нижегородском театре «Вера» (Гран при 1-го Моножанрового фестиваля «Комедiя-фест» Н. Новгород 2022)
2021 «Последние — 2021» по пьесе М. Горького в Нижегородском театре «Вера»
2021 «Карлик нос» по пьесе Е. Кисельковой в Нижегородском театре «Вера»
2020 «Даёшь сердце!» по рассказам В. Шукшина в Лесосибирском театре «Поиск»
2020 «Поезд на фронт» по пьесе Ю. Поспеловой «Бах-бах-бах!» в Нижегородском театре «Вера»
2020 «Ты нравишься мне!» по пьесам С. Гуровой в Забайкальском краевом театре драмы (г. Чита)
2019 «Обыкновенная история» по роману И. Гончарова в Нижегородском детском театре «Вера»
2019 «Шикарная свадьба» по пьесе Р. Хоудена в Озёрском театре драмы и комедии «Наш дом»
2019 «Светлана и старцы» по пьесе Г. Грекова в нижегородском содружестве актёров «К. А.Р. М.А.»
2018 «Валентинов день» по пьесе И. Вырыпаева в Мотыгинском театре драмы
2018 «Сон смешного человека» по повести Ф. Достоевского в нижегородском содружестве актёров «К. А.Р. М.А.» (Гран-при XXV фестиваля «Рождественский парад» в Санкт-Петербурге)
2018 «Я подам тебе знак!» По пьесе П. Гладилина в Калужском театре драмы
2017 «Сорок первый» по повести Б. Лавренёва в Ачинском театре драмы
2017 «Последние» по пьесе М. Горького в Нижегородском детском театре «Вера» в особняке Бурмистровых (Литературный музей им. Горького) лонг-лист Национальной Российской премии «Золотая маска-2019», лучшая работа режиссёра на Нижегородском фестивале «Премьеры сезона-2018», премия художественного совета Государственного музея им. М. Горького «Горьковский башмак»
2016 «UFO» по пьесе И. Вырыпаева в Лесосибирском театре «Поиск»
2016 «Дикий» по пьесе В. Синакевича в Нижегородском театре «Вера»
2015 «Затейник» по пьесе В. Розова в Лесосибирском театре «Поиск» (лучший актёрский ансамбль на V Международном фестивале «Подмосковные вечера» в г. Мытищи)
2015 «Paris-France-Transit» по пьесе М. Камолетти в Курганском театре драмы
2014 «Не всё коту масленница!» по пьесе А. Островского в Лесосибирском театре «Поиск» (лучший спектакль и лучшая мужская роль на XXII фестивале «Рождественский парад» в Санкт-Петербурге)
2013 «Последние луны»-«Тихая ночь» диптих по пьесам Ф. Бордона и Г. Мюллера в Саровском театре драмы
2012 "Оркестр «Титаник» по пьесе Х. Бойчева в Саровском театре драмы
2012 «Карпуша-forever» по пьесе С. Руббе в Саровском театре драмы
2012 «Карлсон вернулся!» по пьесе Н. Коляды в Саровском театре драмы
2012 «Евгений Онегин» опера в концертном исполнении в Саровском театре драмы
2011 «По зелёным холмам океана» по пьесе С. Козлова в Нижегородском театре «Вера»
2009 «Жульета» по пьесе С. Руббе в Нижегородском театре «Комедiя»
2007 «ФАК’S» по пьесе П. Марбера в Нижегородском театре одновременной игры «Zooпарк»
2006 «На всякого мудреца, довольно простоты!» По пьесе А. Островского в Нижегородском театре «Вера»

## Рецензии/интервью
- «Сны сквозь время» Андрей Журавлёв о спектакле «Последние»
- Интервью журналу «Собака»